# Al-Murabitun (Sufismus)
al-Murābiṭūn (arabisch المرابطون ‚die in einer Garnison Postierten‘) auch bekannt als The Murabitun World Movement (englisch für die Murabitun-Weltbewegung) ist eine weltweite islamische Bewegung, die von Abdalqadir as-Sufi (geb. Ian Dallas) gegründet wurde, einem Zweig des Sufi-Ordens Šāḏilī-Darqāwī. Sie ist in Form von Gemeinschaften in Europa, Südamerika, Südostasien und Südafrika präsent.
Das Hauptziel der Murabitun ist es, den Islam in der nicht-muslimischen Welt zu etablieren, seine politische Bedeutung zu stärken und die Muslime gegen die Bedrohungen zu vereinen, die von den Ideologen der Bewegung in der heutigen westlichen Zivilisation wahrgenommen werden. Die Rhetorik und die ideologischen Grundlagen von Murabitun ähneln in vielerlei Hinsicht dem Traditionalismus, doch anstelle von Eskapismus fördern sie die Notwendigkeit von sozialem und politischem Aktivismus.

## Geschichte
Gründer ist der in Fès zum Islam konvertierte schottische Schauspieler und Sufi Ian Dallas. Anfangs bestanden die Murabitun hauptsächlich aus konvertierten Europäern und US-Amerikanern, umfassen jedoch heute Muslime aus vielen Ländern und Kontinenten, mit Gemeinschaften in Spanien, Deutschland, England, Schweiz, Dänemark, Südafrika, Malaysia, Indonesien, Türkei und Mexiko. Die Murabitun gelten als Erfinder des neuen Gold-Dinar, einer Gegenwährung zum Dollar.
Ihr deutscher Ableger ist die 1995 gegründete Islamische Gemeinschaft in Deutschland/Weimar Institut mit Sitz in Erfurt. Die Führung des Weimar Instituts gibt die deutschsprachige Publikation „Islamische Zeitung“ (IZ) in Berlin heraus. Der IZ-Herausgeber, Andreas Abu Bakr Rieger, war Mitglied im Islamrat.

## Einstufung
Der ehemalige Islamreferent der Berliner Friedrich-Ebert-Stiftung, Johannes Kandel, beschreibt die Murabitun-Bewegung als „fundamentalistische Politsekte“. Friedmann Eißler von der Evangelischen Zentralstelle für Weltanschauungsfragen sieht die Gruppe als „moderne Kalifats-Bewegung, die eine Mischung aus Antikapitalismus, auch deutlich antisemitischen Tönen verbindet. Ein Anti-Imperialismus, das sich mit rechten, auch rechtsextremen Positionen teilweise verbindet“.